# Neguri (quartiere)
Neguri è un quartiere del municipio di Getxo, in provincia di Biscaglia (Spagna). È il quartiere residenziale situato sul mare dove tradizionalmente risiedeva la grande borghesia basca. All'inizio del 2023 vi erano stati censiti 7.154 abitanti.

## Etimologia
Secondo Resurrección María de Azkue (sacerdote basco chiave nel recupero della lingua basca), il suo nome proviene da negu-uri, ossia neguko hiri (con il significato di "città d'inverno").

## Storia

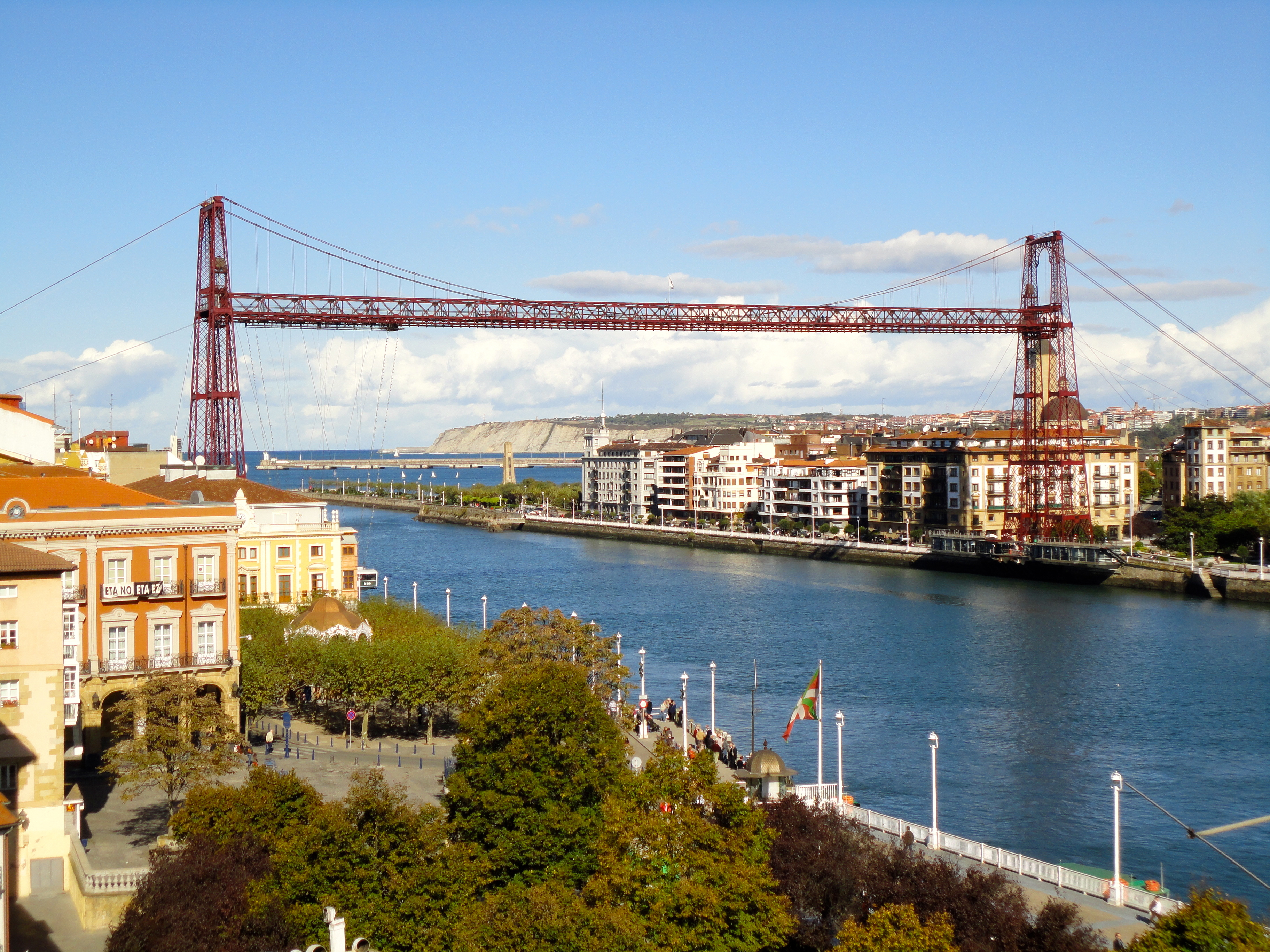
Ponte di Biscaglia (1893)

Il ponte di Vizcaya collegò la zona di Getxo nel 1893. Così, attorno al 1900, nacque il quartiere di Neguri, zona residenziale principalmente destinata alle classi più abbienti. Fu disegnato a immagine delle città-giardino inglesi, rispecchiando la tradizione anglofila della società biscaglina, e lo storico Manuel Montero lo definì "il sogno inglese della borghesia di Bilbao". Con il passo degli anni, diventò il quartiere dove alloggiava l'alta borghesia di Biscaglia ed è caratterizzata da palazzetti originati agli inizi del XX secolo.

## Trasporti
Il quartiere possiede due fermate della Linea 1 della metro de Bilbao: Neguri e Aiboa.